# Gunung Anyar (plaats)
Gunung Anyar is een bestuurslaag in het regentschap Soerabaja van de provincie Oost-Java, Indonesië. Gunung Anyar telt 21.608 inwoners (volkstelling 2010).